# Язикова П'ятина
Язико́ва П'я́тина (рос. Языковая Пятина, ерз. Языкова Пятина) — село у складі Інсарського району Мордовії, Росія. Входить до складу Сіалеєвсько-П'ятинської сільського поселення.
Населення — 281 особа (2010; 290 у 2002).
Національний склад станом на 2002 рік:
- росіяни — 96 %